# Novela od Stanca
Novela od Stanca je komedija dubrovačkog renesansnog pisca Marina Držića. Pisana je u jednom činu, sa sedam prizora. Pokladne je tematike s elementima farse. Napisana je 1550. godine za pir dubrovačkog plemića Martolice Džamanjića, na kojemu je i praizvedena. Naziv novela u naslovu djela znači šala, smicalica i time upućuje na samu radnju djela, a ne na kratku proznu vrstu koju se danas u teoriji književnosti naziva novelom.
Novela od Stanca je jedino u potpunosti očuvano Držićevo djelo. Ima svevremnsku temu ljudske prolaznosti i želje za povratkom u mladost, koju tumači nespojivim motivima rensansne antiteze: mladost i starost, temperament i razum kao potpuno različite ljudske osobine. U ovom djelu, Držić nije slijedio ustaljeni obrazac po kojoj starost karakterizira mudrost, već likom naivnog i nerazboritog starca kažnjava starost koja je lakovjerna. Glavni motiv novele jest suprotstavljanje mladosti i starosti, odnosno sadašnjosti i prošlosti, poduzetnog i pustolovnog mladenačkog duha i statične, toliko neželjene starosti u prenesenom značenju.
Stvarno mjesto praizvedbe ove komedije ostalo je nepoznato, ali se iz dostupnih zapisa pouzdano zna da je napisana za vjenčanje dubrovačkog plemića Martolice Hajdinova u palači Frana Kabužića 1550. godine. Točan nadnevak praizvedbe kreće se između 15. i 18. veljače, u kako Držić kaže "brieme od poklada", jer su nakon Bogojavljanja do pokladnoga utorka bile ograničene zabave i predstave.
Radnja novele odvija se u pokladno, karnevalsko vrijeme, za kojega cijeli grad slavi život i njegove radosti. Vremenski je radnja vrlo kratka, traje svega nekoliko sati u jednoj karnevalskoj noći, a odvija se ispred vodoskoka na gradskom trgu (Velika Onofrijeva česma) i na ulicama Dubrovnika. U pozadini odvijanja same radnje, Držić često ubacuje motive i kratke opise pokladnog ugođaja na gradskim ulicama.

## Radnja
Prvi prizor: Mladi dubrovački plemići Vlaho i Miho se sreću na ulici u noći, za vrijeme karnevala. Kako su bili maskirani, dolazi do nesporazuma i zamalo do borbe mačevima. Kad se prepoznaju, počinju se iz šale izazivati i hvaliti kako provode noć s kurtizanama, a Miho se čak i podiči svojim uspješnim bijegom od kuće kroz prozor. Zatim Miho predlaže Vlahu da učine novelu nekom Vlahu (seljaku iz dubrovačkog zaleđa) koji je došao prenoćiti u Dubrovnik i, jer nije našao smještaj, smjestio se kraj Fontane uz mir. No odjednom im dolazi neki stranac i oni trgaju mačeve spremni na borbu.
Drugi prizor: Stranac im prilazi s mačem u ruci i prijetnjama, no oni ga prepoznaju i shvaćaju da je to njihov prijatelj Dživo Pešica. Začuđeni ga Miho upita zašto se obukao kao Vlah, a ovaj im obznanjuje da je i on sam planirao učiniti novelu pridošlom Vlahu. Zajedno odlaze k fontani.
Treći prizor: Dok Vlaho i Miho promatraju skriveni, Dživo Pešica prilazi k Vlahu i upita ga, glumeći i sam priprostog seljaka, što tu radi tako usamljen. Vlah mu se izjada kako nigdje nije našao smještaj u Dubrovniku i kako je prisiljen prenoćiti kod fontane i bdjeti u strahu da mu tko ne bi ukrao kozle, maslac i sir koje je donio kako bi ih prodao. Dživo mu se zatim predstavlja kao bogati trgovac stokom iz Gacka (mjesto u istočnoj Hercegovini, dubrovačkom zaleđu) i pokušava ga opčiniti svojom mudrošću i vještinom trgovanja. Kad vidi da mu se Vlah počinje diviti, slaže mu kako je, kad je prvi put došao u Dubrovnik, bio starac kao i on, i kako su ga vile pomladile upravo na tom mjestu gdje se sada nalaze. Vlah mu povjeruje i počinje se čuditi toj neobičnoj priči. Dživo od njega saznaje da se zove Stanac i da dolazi s rijeke Pive (u današnjoj Crnoj Gori), a sam mu se predstavlja kao Sedmi Muž, prezimena Dugi Nos. Uvjerava Stanca da bi se i on u toj noći mogao pomladiti i preporučuje mu da pričeka vile. Stanac naivno povjeruje i obraduje se misleći da će se stvarno pomladiti, te da će ga njegova žena Miona zavoljeti, jer je puno mlađa od njega. Dživo Sedmi Muž mu opiše svoju ženu vrijeđajući ju i oponašajući seljački mentalitet i ponašanje, te time Stanca još dublje uvjeri u stvarnost priče. Odlazi i ostavlja naivnog Stanca opčinjenog pričom o pomlađivanju samog kod fontane.
Četvrti prizor: Dživo se vraća k prijateljima Vlahu i Mihu koji su se cijelo vrijeme smijali promatrajući ga kako vara starog Vlaha Stanca. Tad se pojavljuje i skupina ljudi maskirana u vile, i ova trojica mladih Dubrovčana ih odlučuju pozvati da dovrše započetu šalu.
Peti prizor: Stanac priziva vile da mu dođu i pomlade ga.
Šesti prizor: Prilazi mu družina maskirana u vile i obraća mu se. Počinju brati bilje za svoje čarolije i uvjeravaju Stanca da će ga pretvoriti u magarca, pticu, čudovište ili buhu. U strahu da to doista i ne učine, moli ih da ga pretvore u dvadesetogodišnjeg mladića, na što varalice pristaju.
Sedmi prizor: Pridružuje im se i skupina Dubrovčana maskiranih u Vlahe. Počinju plesati s "vilama", a Stanac ih promatra. "Vlasi" zatraže od "vila" da ih pomlade, no Stanac se pobuni i zatraži od njih da prvo njemu udovolje tu želju. "Vile" pristaju i zapovijedaju mu da šuti dok ga pomlađuju. Stancu odsijeku bradu i namažu mu lice mašću, a kozle mu ukradu zajedno sa sirom i maslacom i ostave mu novca koliko je taj ukradeni teret vrijedio. Nakon što svi pobjegnu, Stanac shvaća da je prevaren i počinje panično vikati da uhvate varalice.